# Nidecker
Nidecker ist ein Schweizer Familienunternehmen in Rolle, Kanton Waadt. Es produziert Snowboards, Snowboardschuhe und -bindungen.
Nidecker ist spezialisiert auf hochwertige Snowboards. Die Entwicklung und die Produktion kleiner Serien (200 bis 1'500) erfolgte bis 2015 in Rolle. Grössere Serien wurden bis 2012 in der Filiale in Tunesien produziert. Seitdem produziert Nidecker nicht mehr selbst. Zusätzlich zu unter der eigenen Marke verkauften Snowboards, produzierte Nidecker auch für Salomon und Kleinserien für Luxusmarken wie Chanel und Maurice Lacroix. Die Firma produzierte 2004 jährlich über 100'000 Snowboards.
2018 ist Nidecker nach eigener Aussage Weltmarktführer nach Burton und deckt mit seinem Markenportfolio rund Eindrittel des Snowboardmarktes ab. Die Marke Nidecker mache dabei weniger als 10 % des Umsatzes aus. Der Absatz aller Marken bei Nidecker in der Schweiz schrumpfte von 45 auf 5 %. Stattdessen sind nun die Hauptmärkte USA, Kanada und Japan.
Nidecker brachte die Innovation des asymmetrischen Boards auf den Markt, das José Fernandez zum ersten europäischen Weltmeister machte. Die ehemalige Weltmeisterin Anita Schwaller arbeitet in der Firma in der Abteilung Snowboard-Entwicklung für Frauen.

## Geschichte

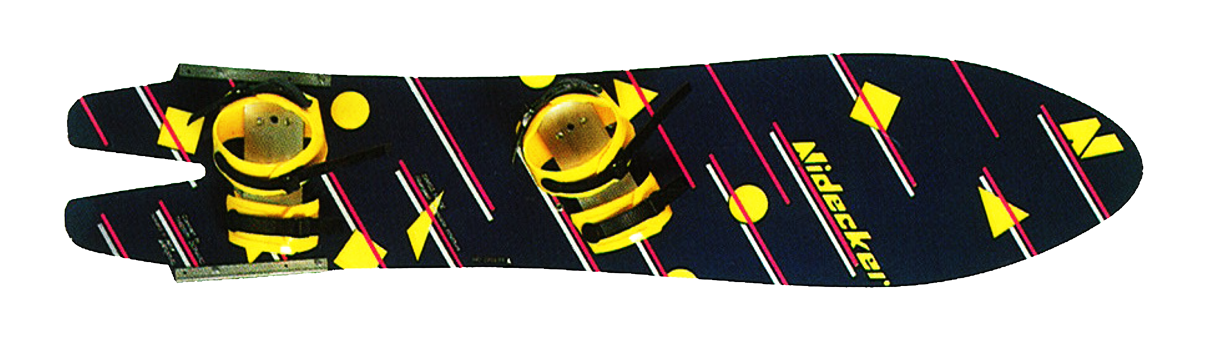
Das erste Nidecker-Snowboard von 1984. Nur 50 Exemplare wurden produziert.

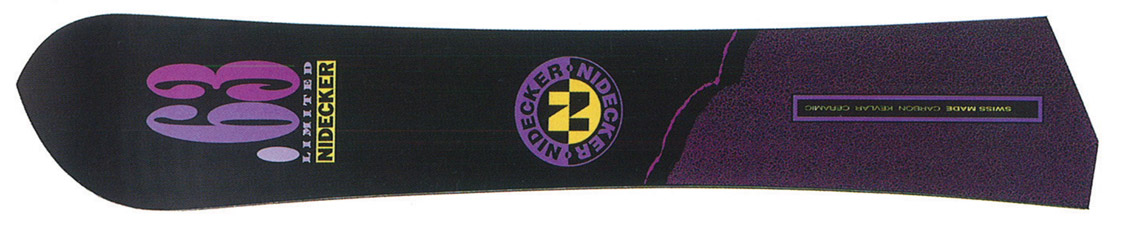
Das erste asymmetrische Nidecker-Snowboard von 1990

Das Familienunternehmen wurde 1887 von Henri Nidecker in Etoy gegründet. 1897 wurde es ins benachbarte Rolle verschoben, damals stellte es Wagenräder, Leitern und Schubkarren her.
1912 wurden die ersten Skis produziert, zuerst aus massiver Esche, dann aus verleimten Holz (1946), aus Metall (1962) und Glasfaser (1963). Es wurden auch Langlaufski und ab 1982 Monoski produziert.
Ende der 1970er erfindet Henri-Philippe Nidecker ein Langlaufski, bei dem der Rückgleitschutz aus Fellstreifen durch eine flache Sohlenfläche ausgetauscht werden kann.
1984 wurden die ersten Snowboards hergestellt, seit 1986 läuft die Serienproduktion. Bald danach spezialisierte sich die Firma auf dieses Produkt. Am 5. Oktober 1993 brannte die Fabrik ab, daraufhin wurde 1994 eine hochmoderne Snowboardfabrik gebaut.
In den 1990er baute das Unternehmen für die Massenproduktion eine Fabrik in Tunesien.
2008 machte das Unternehmen Verluste. Nidecker hatte sich auf Renn- und Carving-Boards spezialisiert, die starke Konkurrenz durch die neuen Carving-Ski erhielten. Carving-Boards, die mit Hardboots gefahren werden, machten laut Nidecker in den 1990er Jahren in Europa rund 70 % des Marktes aus. 2018 waren es weniger als 1 %.
Nach Henri Nidecker (Gründer), Charles-Henri Nidecker und Henri-Philippe Nidecker, leitet jetzt Henri Nidecker (4. Generation) das Unternehmen. Henry Nidecker (5. Generation) arbeitet auch im Betrieb.
Nach den Übernahmen in 2018 von Rome SDS sowie Dutch Low Pressure Studio (LPS) (Bataleon, Lobster, Switchback), wurde Nidecker zum zweitgrößten Snowboardhersteller hinter Burton. Nach eigener Aussage verkauft Nidecker heute mehr Snowboards als in den 1990er Jahren, als sie bereits auch schon das zweitgrößte Snowboardunternehmen waren.

## Marken
Folgende Marken gehören zur Nidecker Gruppe:
- Nidecker (Snowboards, Bindungen und Schuhe)
- YES (Snowboards)
- Jones (Snowboards, Outdoor-Equipment)
- Now (Snowboardbindungen)
- Flow (Snowboardbindungen)

Folgende Marken wurden von Nidecker aufgekauft, wurden aber noch nicht in die Nidecker Gruppe eingegliedert:
- Rome SDS (Snowboards)
- Bataleon (Snowboards)
- Lobster (Snowboards)
- Switchback (Snowboardbindungen)